# Lars Bak
Lars Ytting Bak (Silkeborg, 16 gennaio 1980) è un dirigente sportivo ed ex ciclista su strada danese, professionista dal 2002 al 2019.

## Carriera
Lars Bak passa professionista nel 2002, e dopo esperienze in squadre minori – prima al Team Fakta e poi alla Bankgiroloterij – nel 2005 viene messo sotto contratto dal Team CSC di Bjarne Riis. Con questa formazione (poi divenuta Team Saxo Bank) riesce a vincere, in cinque stagioni, importanti corse come il Tour de l'Avenir e la Parigi-Bourges, e ad aggiudicarsi quattro campionati nazionali danesi, uno in linea e tre a cronometro. Fa sua anche una tappa all'Eneco Tour 2009, gara del calendario mondiale UCI.
All'inizio del 2010 cambia casacca e si trasferisce al Team HTC-Columbia; l'anno dopo si classifica quinto alla Parigi-Roubaix. Non ottiene tuttavia vittorie. Dopo la chiusura della squadra statunitense, avvenuta al termine del 2011, riesce a trovare un ingaggio con la formazione belga Lotto-Belisol. Nel 2012 vince la dodicesima tappa del Giro d'Italia, da Seravezza a Sestri Levante, anticipando nel finale i compagni di fuga.

## Palmarès
- 1998 (Juniores)

Nordisk Mesterskab
- 2000 (Under-23)

2ª tappa, 1ª semitappa, Triptyque des Monts et Châteaux (Moulbaix > Huissignies)
- 2004 (Bangiroloterij, una vittoria)

1ª tappa Giro del Lussemburgo (Lussemburgo > Mondorf)
- 2005 (Team CSC, quattro vittorie)

Campionati danesi, Prova in linea
1ª tappa Tour de l'Avenir (Argentré-du-Plessis > Argentré-du-Plessis)
Classifica generale Tour de l'Avenir
Parigi-Bourges
- 2007 (Team CSC, due vittorie)

Campionati danesi, Prova a cronometro
5ª tappa Tour de la Région Wallonne (Hotton > Barvaux)
- 2008 (Team CSC-Saxo Bank, una vittoria)

Campionati danesi, Prova a cronometro
- 2009 (Team Saxo Bank, due vittorie)

5ª tappa Eneco Tour (Roermond > Sittard)
Campionati danesi, Prova a cronometro
- 2012 (Lotto-Belisol Team, due vittorie)

12ª tappa Giro d'Italia (Seravezza > Sestri Levante)
Grand Prix de Fourmies

### Altri successi
- 2002 (EDS-Fakta)

3ª tappa Ringsted (Ringsted > Ringsted)
- 2005 (Team CSC)

4ª tappa Tour Méditerranéen (cronosquadre, Bouc-Bel-Air > Berre-l'Étang)
- 2006 (Team CSC)

Eindhoven Team Time Trial (cronosquadre)
1ª tappa Vuelta a España (cronosquadre, Malaga)
- 2008 (Team CSC-Saxo Bank)

1ª tappa Tour de Pologne (cronosquadre, Varsavia)
- 2010 (Team HTC-Columbia)

Designa Grandprix (Criterium)
1ª tappa Vuelta a España (cronosquadre, Siviglia)
- 2011 (HTC-Highroad)

Designa Grandprix (Criterium)
1ª tappa Giro d'Italia (cronosquadre, Venaria Reale > Torino)
- 2012 (Lotto-Belisol Team)

Criterium di Hadsten
- 2013 (Lotto-Belisol Team)

Criterium di Aalborg
- 2015 (Lotto Soudal)

Designa Grandprix

## Piazzamenti

### Grandi Giri
- Giro d'Italia

2003: fuori tempo massimo (18ª tappa)
2009: 16º
2011: 127º
2012: 72º
2013: 95º
2014: 56º
2015: 90º
2016: ritirato (21ª tappa)
2017: 118º
2018: 106º
- Tour de France

2011: 154º
2012: 96º
2013: 108º
2014: 82º
2015: 37º
2016: 173º
2017: 123º
2019: 147º
- Vuelta a España

2006: 21º
2010: 156º

### Classiche monumento
- Milano-Sanremo

2008: ritirato
2010: 121º
2011: 59º
2012: 141º
2013: 117º
2014: ritirato
2016: 135º
2017: 167º
2018: 130º
- Giro delle Fiandre

2005: 86º
2008: ritirato
2009: 109º
2010: 73º
2011: 34º
2013: 85º
2014: 66º
2015: ritirato
2016: 40º
2018: 74º
2019: 125º
- Parigi-Roubaix

2004: 90º
2005: ritirato
2008: ritirato
2009: 45º
2010: 21º
2011: 5º
2013: ritirato
2014: 109º
2015: 35º
2016: 65º
2017: 54º
2018: 38º
2019: 90º
- Giro di Lombardia

2006: 95º

### Competizioni mondiali
- Campionati del mondo

Valkenburg 1998 - In linea: ritirato
Lisbona 2001 - In linea Under-23: ritirato
Lisbona 2001 - Cronometro Under-23: 33°
Zolder 2002 - In linea: 125º
Verona 2004 - In linea: ritirato
Madrid 2005 - In linea: 38º
Salisburgo 2006 - In linea: 74º
Stoccarda 2007 - Cronometro: 36º
Stoccarda 2007 - In linea: ritirato
Varese 2008 - Cronometro: 19º
Varese 2008 - In linea: ritirato
Mendrisio 2009 - Cronometro: 13º
Mendrisio 2009 - In linea: ritirato
Melbourne 2010 - In linea: 76º
Copenaghen 2011 - In linea: 32º
Limburgo 2012 - Cronosquadre: 17º
Toscana 2013 - Cronosquadre: 13º
Ponferrada 2014 - Cronosquadre: 22º
Richmond 2015 - Cronosquadre: 7º
Richmond 2015 - In linea: 45º
Doha 2016 - In linea: ritirato
- Giochi olimpici

Londra 2012 - In linea: 71º
Londra 2012 - Cronometro: 14º

### Competizioni europee
- Campionati europei

Apremont 2001 - In linea Under-23: 31°
Herning 2017 - In linea Elite: 38°